# Mike Conley, Jr.
Michael "Mike" Alex Conley, Jr. (Fayetteville, Arkansas, 11. listopada 1987.) američki je profesionalni košarkaš. Igra na poziciji razigravača, a trenutačno je član NBA momčadi Minnesota Timberwolvesa. Izabran je u 1. krugu (4. ukupno) NBA drafta 2007. od strane istoimene momčadi. Sin je bivšeg olimpijskog pobjednika i svjetskog prvaka u troskoku Mikea Conleya.

## Karijera

### Rani život
Conley je pohađao srednju školu "Lawrence North High School" i zajedno s Gregom Odenom tri puta zaredom predvodio do naslova savezne države Illionis. U svojoj posljednjoj srednjoškolskoj sezoni uvršten je u McDonald’s All American momčad. Uz Ohio State, Conleya su od ostalih donekle zvučnijih sveučilišta željeli dovesti Indiana, Purdue i Wake Forest, no on se naposljetku ipak zajedno sa svojim suigračem Odenom odlučio za Buckeyese, koji su uoči sezone 2006./2007. tako napravili sjajan posao, dovevši uz spomenuti dvojac i Daequana Cooka.

## Sveučilište
Conley je u svojoj jedinoj sveučilišnoj sezoni u prosjeku postizao 11.7 poena, a sa 6.1 asistencijom bio je i najbolji asistent Big Ten konferencije. Conley se nametnuo u utakmicama drugog i trećeg kruga NCAA turnira. U drugom krugu Ohio State provukao se protiv Xaviera tek u produžetku, koji je Oden s pet osobnih prosjedio na klupi, kada je Conley ubacivši u dodatnih pet minuta 11 od svojeg sveukupno 21 poena bio prvi igrač utakmice. Kolo kasnije Conley i društvo su preokrenuli –20 protiv Tennesseea, a iako je u tom susretu najraspoloženiji član Ohio Statea zapravo bio Ron Lewis, koji je u drugom poluvremenu postigao 18 od svojih ukupno 25 koševa, Mike je bio taj koji 6.5 sekundi do kraja poentirao za tijesnu pobjedu 85:84. 19-godišnji play spomenuti susret naposljetku je završio sa 17 koševa, sedam skokova i šest asistencija. Oden je u NCAA finalu u kojem je Ohio State poražen od Floride nadigrao Conleya. No, gledajući sezonu u cijelosti, 185 cm visoki Mike je zapravo bio prvi nositelj momčadi. 20. travnja 2007. odlučio se prijaviti na draft zajedno sa svojim suigračima Gregom Odenom i Daequanom Cookom.

## NBA
Izabran je kao četvrti izbor NBA drafta 2007. od strane Memphis Grizzliesa. U početku je imao malu minutažu i tek je početkom siječnja zaigrao nešto više u odnosu na početak sezone. U prvih pet utakmica siječnja 2008. zabio je redom 5, 10, 11, 11 i 15 poena. U pobjedi protiv Miami Heata 101–94 upisao je 7 asistencija. Učinak karijere od 20 poena i 7 asistencija postigao je u porazu od Cleveland Cavaliersa 134–124. Protiv Seattle SuperSonicsa upisao je 7 poena i 8 asistencija. Double-double učinak od 10 poena i 10 asistencija upisao je protiv Chicago Bullsa, a u sljedećoj utakmici protiv Orlando Magica postigao je 13 poena. 
Svoju drugu sezonu započeo je kao starter u petorci Grizzliesa, ali ga je ubrzo trener Mark Iavaroni zamijenio s drugim razigravačom momčadi Kyleom Lowryem. Do sredine siječnja 2009., Conley je u prosjeku postizao oko 7.5 poena i 3.4 asistencije, te je dijelio minutažu Kyleom Lowryem i Javarisom Crittentonom. U prosincu je Crittenton zamijenjen, a u siječnju su Grizzliesi zbog loših rezultata otpustili Iavaronia i na njegovo mjesto postavili Lionela Collinsa. U veljači je Lowry zamijenjen u Houston Rocketse i Conley je postao glavnim razigravačem momčadi. Nakon veljače u prosjeku je postizao 14.8 poena i 5.7 asistencija, a sezonu je završio u brojkama od 10.9 poena, 3.4 skoka i 4.3 asistencije.

## NBA statistika

### Regularni dio
| Godina    | Klub    | Odig. uta. | Uta. poč. | Min. | 2P%  | 3P%  | Sl. bac.% | Skok. | Asist. | Ukr. lop. | Blok. | Poena |
| --------- | ------- | ---------- | --------- | ---- | ---- | ---- | --------- | ----- | ------ | --------- | ----- | ----- |
| 2007./08. | Memphis | 53         | 46        | 26.1 | .428 | .330 | .732      | 2.6   | 4.2    | .8        | .0    | 9.4   |
| 2008./09. | Memphis | 82         | 61        | 30.6 | .442 | .406 | .817      | 3.4   | 4.3    | 1.1       | .1    | 10.9  |
| Ukupno    |         | 135        | 107       | 28.8 | .437 | .383 | .784      | 3.1   | 4.3    | 1.0       | .0    | 10.3  |

## Vanjske poveznice
- Profil na NBA.com
- Profil na Yahoo! Sports.com